# Wyszogród
Wyszogród è un comune urbano-rurale polacco del distretto di Płock, nel voivodato della Masovia.
Ricopre una superficie di 97,93 km² e nel 2004 contava 6 048 abitanti.